# Villa Hennebique
Pour les articles homonymes, voir Hennebique.
La villa Hennebique, dite aussi tour Hennebique ou maison Hennebique, est un immeuble situé au 1, avenue du Lycée-Lakanal et au 22, avenue Victor-Hugo à Bourg-la-Reine (Hauts-de-Seine, France).

## Histoire
Construite entre 1901 et 1903 par l'architecte et entrepreneur François Hennebique pour son propre usage, il s'agit d'une démonstration de l'usage du béton armé pour une habitation,.
Cette villa familiale possède une architecture unique, véritable vitrine des possibilités novatrices du béton armé : terrasse en encorbellement, tour-minaret de 40 mètres de hauteur faisant office de château d'eau destiné à l'arrosage par gravitation des serres et des jardins suspendus de la villa, portées importantes sans piliers, porte-à-faux, différences de niveaux et saillies illustrant la souplesse du matériau,.  
Véritable laboratoire d'idées innovantes pour un matériau encore méconnu à l'époque, elle est considérée aujourd'hui comme l'une des constructions qui ont marqué l'histoire de l'architecture de ce début du XXe siècle.

## Protection
La villa Hennebique, d'abord inscrite à l'inventaire des monuments historiques depuis le 20 mars 1972, est classée aux monuments historiques depuis le 27 janvier 2012.

Vues de la villa Hennebique
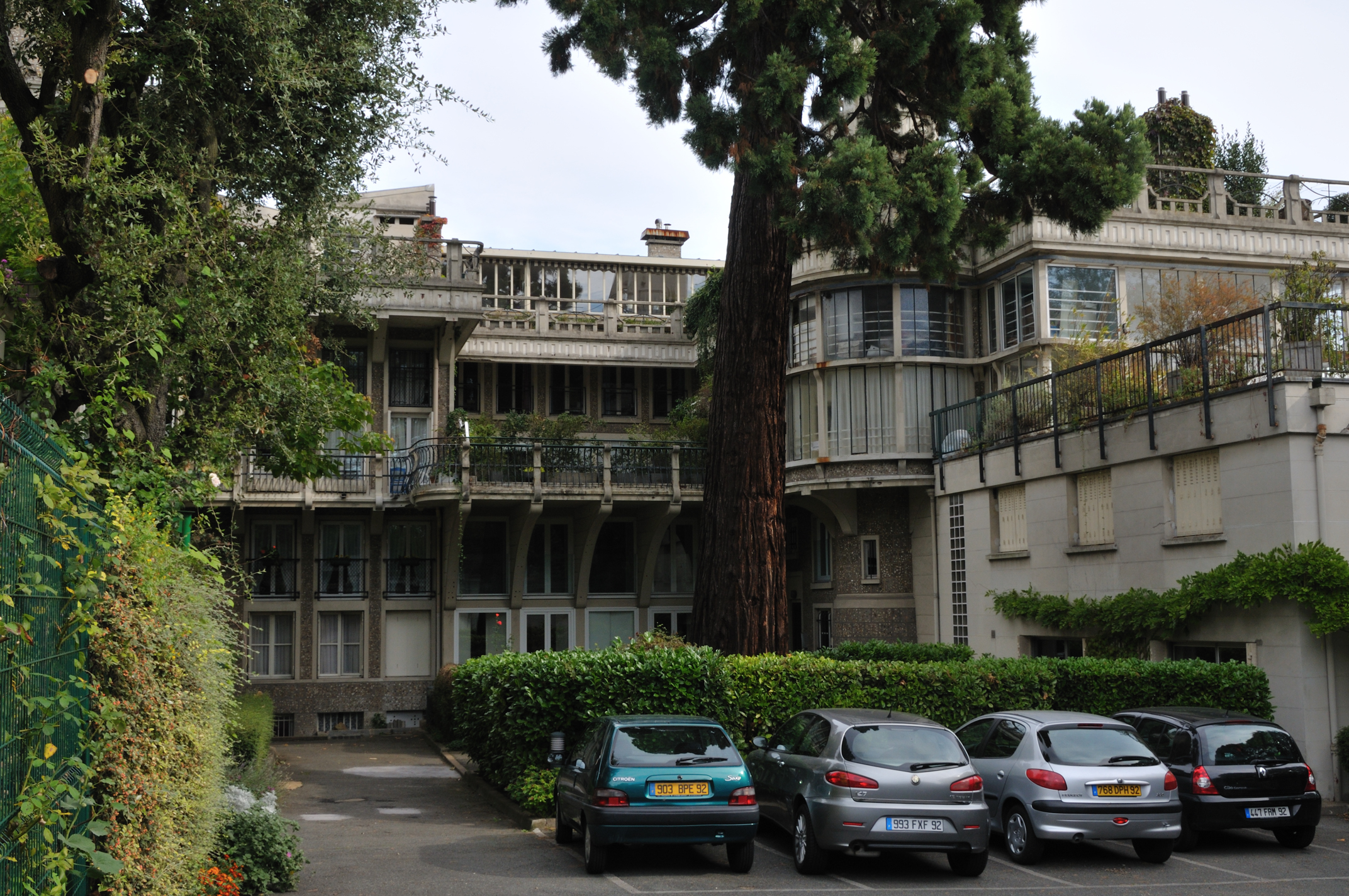
Vue des façades arrière.
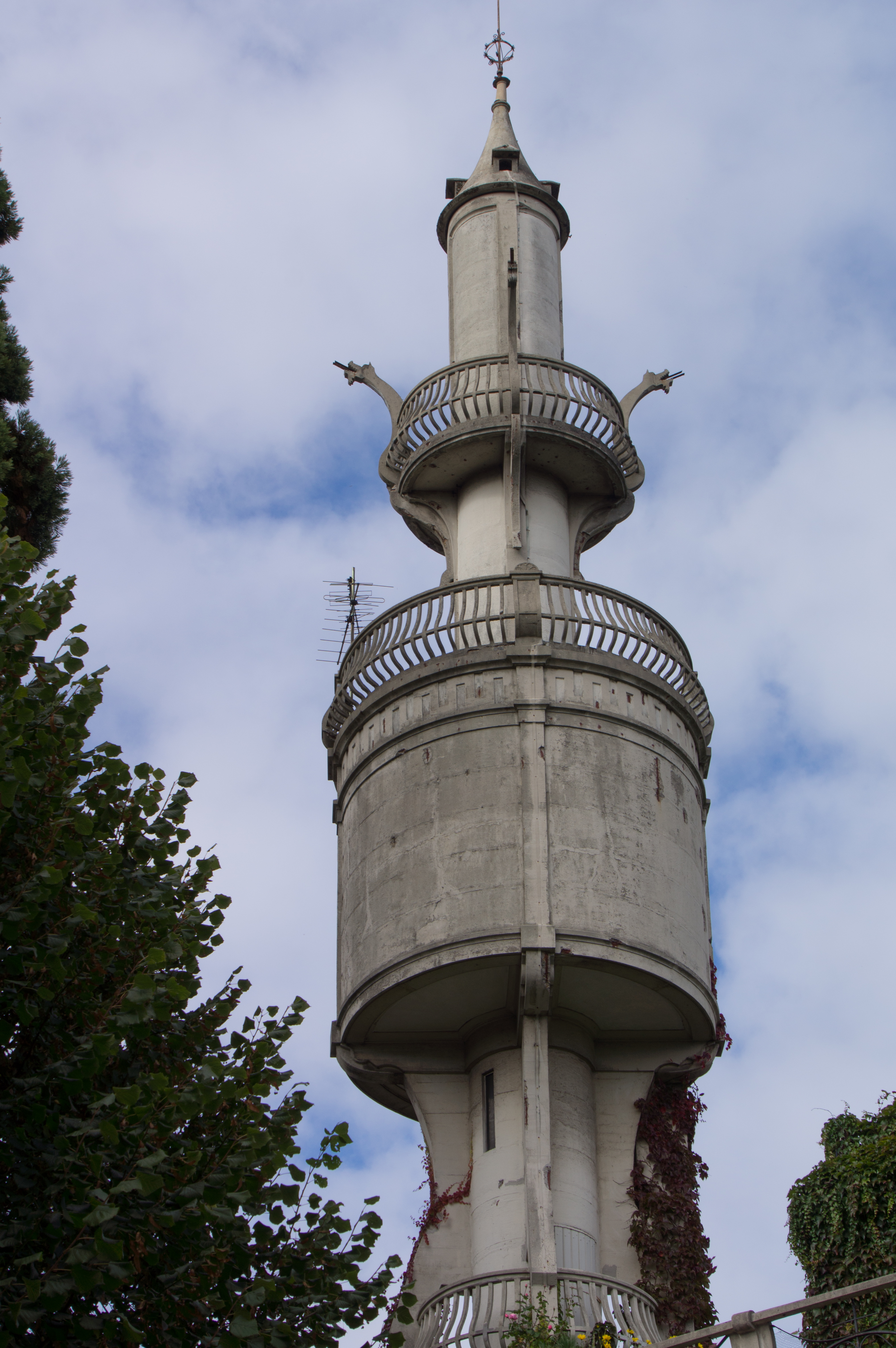
La tour-minaret.
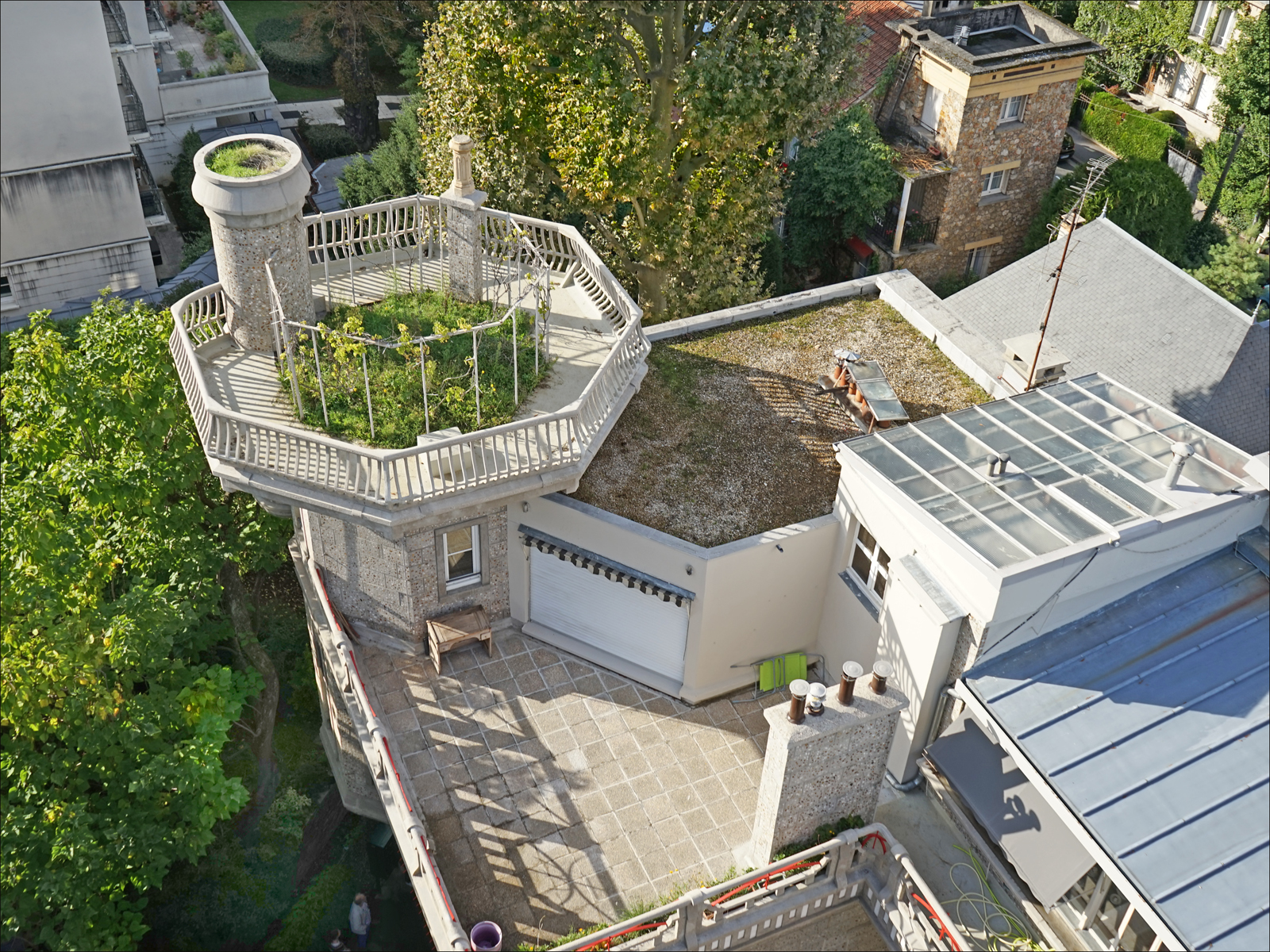
Détail du toit-terrasse.